# 6474 Choate
A 6474 Choate (ideiglenes jelöléssel 1987 SG1) a Naprendszer kisbolygóövében található aszteroida. Edward L. G. Bowell fedezte fel 1987. szeptember 21-én.